# Electric Lady Land
ElectricLadyLand（エレクトリックレディランド）は、愛知県名古屋市中区大須にあるライブハウスである。通称はE.L.L.（エル）。

## 概要
- 1977年（昭和52年） - 西大須ビルの地下1階にオープン。
- 2000年（平成12年）7月 - 現在地に移転。3階建て全フロアライブハウス構造になり、3階にell.FITSALLが新規にオープンした。
- 2007年（平成19年）12月 - E.L.L.南側にell.SIZEをオープン。
- 2008年（平成20年）12月 - 豊橋市に姉妹店のell.KNOTをオープン。

## 施設概要
全会場オールスタンディング。飲食物の持ち込みは禁止されており、入場時に入り口で回収されることがある。

### Electric Lady Land
ビルの1階にあるE.L.L.で一番大きなライブハウス。
ステージから後方に向かって数段の段差があり、後方からでも比較的ステージが見やすい構造になっている。
2階は吹き抜けになっており、有料ロッカーやトイレがある。また2階にも客室があるが一般客は入ることが出来ず、関係者専用となっている。
収容人数は旧E.L.L.の倍以上の約600人。

### ell.FITSALL
ビルの3階にあり、E.L.L.移転時に新設された。
収容人数は約300人。

### ell.SIZE
E.L.L.から南に徒歩約1分ほどのところにある、E.L.L.の中で一番小さなライブハウス。
収容人数は約150人。

## その他
1990年代には、金曜24:00にFM三重で「E.L.L. 〜ElectricLadyLand〜」という音楽番組を放送したことがある。
地元のバンドPEARLを育成し、メジャーデビューさせた。